# Plumularia epibracteolosa
Plumularia epibracteolosa är en nässeldjursart som beskrevs av Watson 1973. Plumularia epibracteolosa ingår i släktet Plumularia och familjen Plumulariidae. Inga underarter finns listade i Catalogue of Life.